# ルーマニアの歴史
本項では、ルーマニアの歴史（ルーマニアのれきし）について述べる。ルーマニア（Romania）は「ローマ人の国」を意味するその国名からわかるように、バルカン半島におけるラテン人が形成した国である。やがてオスマン帝国、ハプスブルク帝国の影響下に置かれ、長らく独自の民族国家が樹立できなかったが、独立を果たし、一時期は大ルーマニアと呼ばれる領土を形成する。第二次世界大戦後は、東側諸国でありながら、独自外交を展開する。しかし、ニコラエ・チャウシェスク大統領による共産独裁体制によって、国家が危機に瀕すると、1989年に起こったルーマニア革命によって政権が転覆され、民主国家に転換した。

## 先史時代
現在のルーマニアに当たる地域では、約300万年前に人類の祖先が住んでいたとされる。バルカン半島では、現在のブルガリア北西部のコザルニカ洞窟で約140万年前のホモ・エレクトスと見られるヒトの臼歯が見つかっている。現在のオルテニアでは、60万年前の石器が見つかっている。約15万年前にはネアンデルタール人が現れ、バイア・デ・フィエルの洞窟には遺跡が残されている。約4万～3万5千年前には、ホモ・サピエンス・フォシリスがヨーロッパ大陸に居住していた。トランシルヴァニアのチオクロヴィナ洞窟では、現在の人類に相当する頭蓋骨が見つかっている。氷河期が終わるころに残された遺跡としてクイナ・トゥルクルイがある。

## 古代～ダキア時代

帝政ローマ期のダキア一帯

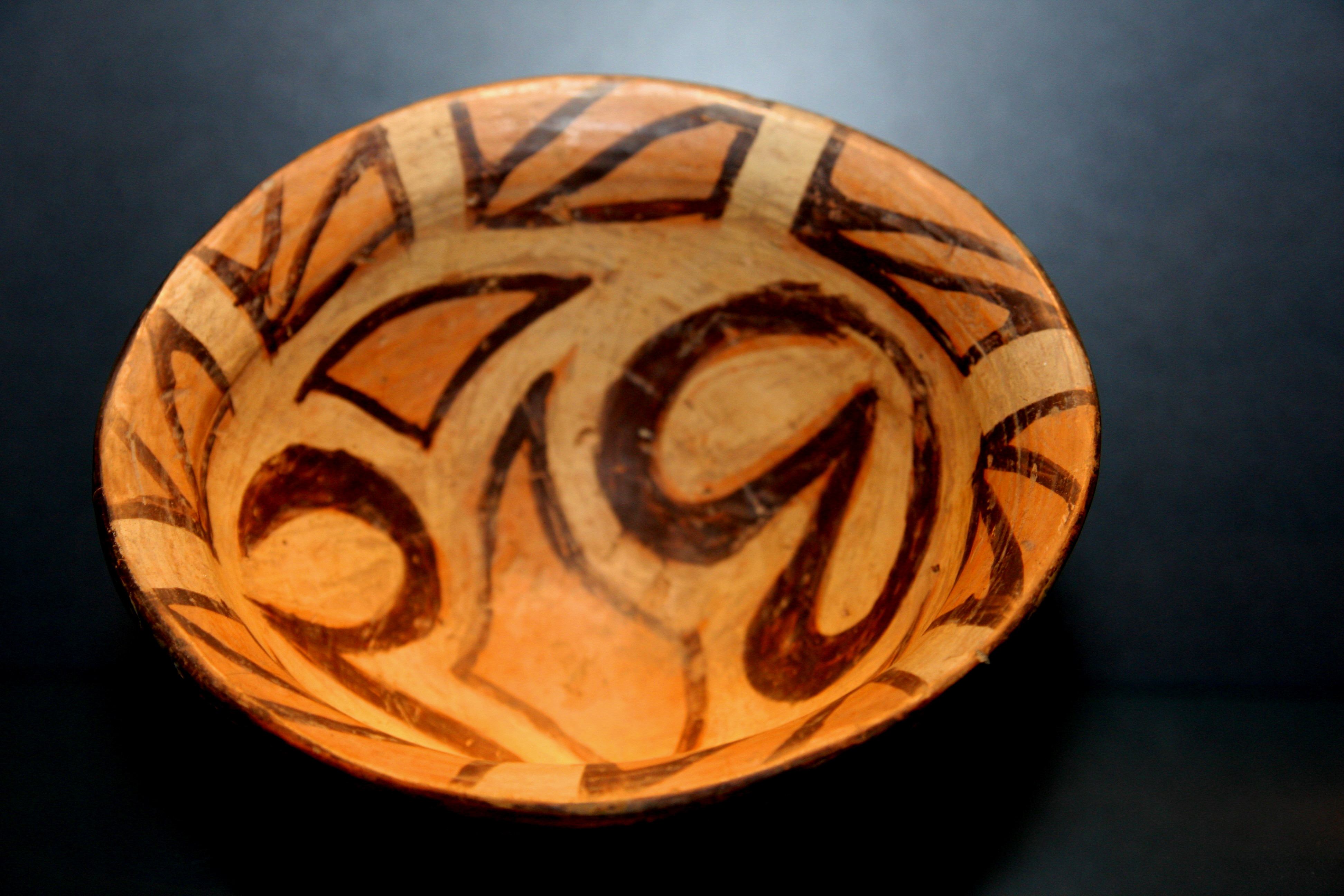
ククテニ文化の彩陶

バルカン半島では、紀元前6500年頃に、農耕と牧畜が開始され、紀元前5500年頃までにバルカン半島全域に波及した。この頃にルーマニアでトゥルダシュ文化が成立する。旧石器時代の遺跡や、紀元前5千年紀より始まった新石器時代の遺跡も見つかっている。新石器時代にはククテニ文化に代表される見事な彩色土器が見つかっている。紀元前3600年頃に青銅器時代が始まり、ルーマニアのドブロジャ北部のババダグでは鉄製品が見つかる。紀元前1800年又は紀元前1700年を起点に紀元前8世紀までが初期鉄器時代に分類され、トラキア人から分岐したとみられるゲタイ人又はダキア人がカルパティア・ドナウ地方に居住し、彼らが現在のルーマニア人の祖先となる。ヘロドトスはトラキア人をインド人に次ぐ世界最大の人口を誇る民族であると述べている。だが、トラキア人は50以上の部族に分かれ、統一国家の形成は成らなかった。
トラキア人は要塞を構築し、身分による差別が存在していた。ギリシャとの交易も行われていたようで、紀元前10世紀初めから紀元前9世紀にかけて、トラキア人に鉄が伝えられた。紀元前6世紀前半になると、カルパティア・ドナウ地方に正体不明の異民族が侵入し、スキタイ人も継続的に領土を脅かし、紀元前550年頃、現地住民は同地を離れ、離散する。
紀元前6世紀初め、トラキアで国家が形成され始め、やがてオドリュサイ王国が成立し、セウテス1世の時代に最盛期を迎える。だが、オドリゥサイ王国で内乱が起き、紀元前380年代に南北に分断された。
紀元前335年、マケドニアのアレクサンドロス3世がダキア人の街を破壊し、そして、彼に戦いを挑んだ名前不明の王がいた。紀元前291年、ゲタイ人のドロミケテ王（ドロミカイテス）がマケドニア王のリュシマコスを破り、ゲタイ人の種族連合を組織する。ドロミケテは、リュシマコスの王女と婚姻し、ゲタイ人には文化面ではギリシャの影響を受け、この頃のゲタイ人の出土品には、ギリシャの影響を受けたものが多数見つかっている。マケドニアに勝利したドロミケテであったが、間もなくケルト人の侵略に手を焼くことになる。
ダキア人もこの頃に組織化され、有力な部族となる。紀元前2世紀になると、ローマがバルカン半島を脅かし、ゲタイ人は、他民族と同盟し、これを撃退した。紀元前1世紀になるとゲタイ人とダキア人は、ブレビスタ王指導の下、統一国家が樹立された。ブレビスタの軍隊の兵力は20万人を擁し、彼は紀元前77年から統一国家の首長を務めたものの、紀元前44年に暗殺されると王国は分裂する。
ブレビスタの暗殺を契機として、ローマ皇帝アウグストゥスが侵略を開始する。アウグストゥスは、紀元前28年にはドナウ川右岸を征服する。紀元後44年又は46年にモエシアとトラキアがローマの属州となる。ローマはドナウ川を国境線として防備を固めるが、ゲタイ人・ダキア人に侵略されるなど不安定な状況だったため、紀元後98年にローマ皇帝にトラヤヌスが即位すると、ダキアに対して攻勢を仕掛ける。ダキアの王・デケバルスは、ローマと戦い、緒戦こそ有利であったが、やがて戦況はダキアに不利に転じ、ローマと講和を締結し（102年）、ローマ帝国の属領となることを受け入れた。講和条約を締結したものの、デケバルスは105年にローマに対する戦争を再開するも敗北し、自決した。その後、デケバルスの首はローマへと送られ、晒し首にされた。ダキアは106年にローマの属州となった。ダキアでは金・銀が豊富に得られ、その潤沢な資源によって、ローマは106年に限り徴税を中止したほどであった。ローマの属州となったダキアであるが、アントニヌス・ピウス皇帝時代に、重税による不満を訴えた反乱が起き、その次の皇帝マルクス・アウレリウス・アントニヌス皇帝時代にも反乱が起きている。
ローマ支配の碑文によると、ダキアでは、ラテン語が使われるようになった。当時のダキアの様子を伝える歴史資料は、これら碑文しか残されていない。
ローマの属州となったダキアは現地住民がローマ人に同化され、その後様々な異民族と混血し、9世紀頃までに現在のルーマニア人が形成される。ローマ人に同化したダキア人をダコ=ローマ人と呼ぶ。
ローマ化されたダキアでは、水道設備や円形闘技場があり、道路も整備された。
3世紀にローマ帝国が衰えると、270年代にローマ帝国はダキアから引き揚げていった。このローマ帝国の引き揚げについては、軍人のみが引き揚げたのか、ローマ人の住民も引き揚げたのかについて、意見が分かれているが、軍人のみが引き揚げ、一般のローマ人は引き揚げずにそのまま土着したとみられている。
ローマ帝国撤退以降3世紀末から10世紀のダキアにおける歴史は不明である。現地に住民が住み続けたと思われるが、遊牧民族が侵入したため文字史料が乏しいものの、カルパティア山脈の山間部へ遊牧民族を避けるため逃げ込んだと見られている。彼らは、村落を形成し、それがやがて地域共同体に発展し、後年封建国家設立にまでつながったのであろう。その後ダキアの地は、ゴート族やスラヴ人が支配した。

## 中世

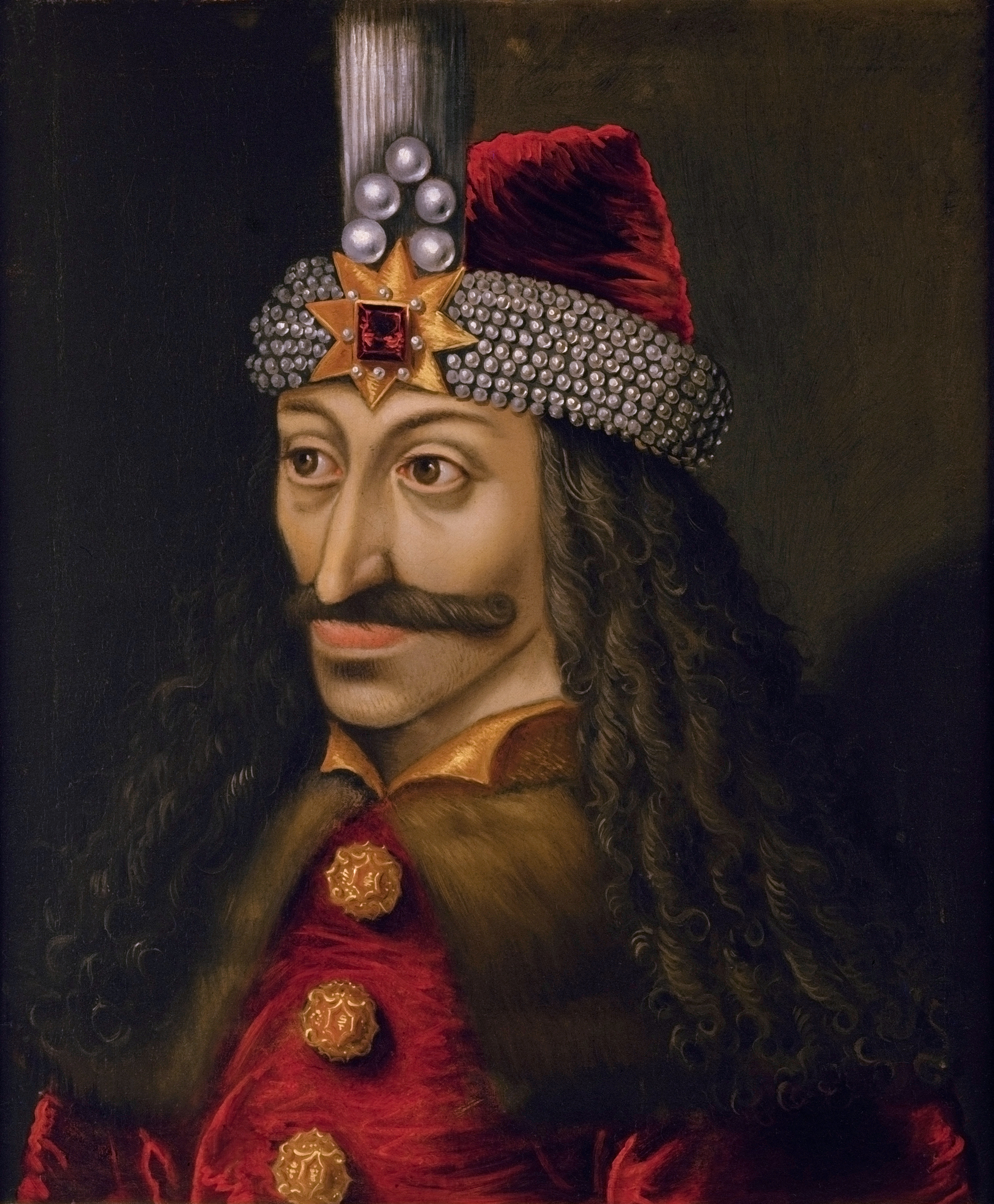
ヴラド・ツェペシュ。

4世紀から10世紀にかけて、様々な民族が大移動し、現在のルーマニアはこれら異民族が支配した。10世紀頃には、ロマンス語系の遊牧民族であるヴラフがワラキアとモルドバに国家を樹立したとみられている。ヴラフの居住地域は、南部のワラキア、東部のモルドバ、西部のトランシルヴァニアにまで及んでいたとされる。
トランシルヴァニアについては、9世紀から11世紀までには現在のルーマニア人による小国が有ったとされているが、ハンガリーとの戦争によって滅亡した。
トランシルヴァニアについてはルーマニアの歴史家とハンガリーの歴史家双方で論争が起きている。ルーマニアの歴史家側はトランシルヴァニアに現在のルーマニア人の祖先が居住していたと主張し、ハンガリーの歴史家側は12世紀後半にハンガリーによる支配が強まった際にはルーマニア人はトランシルヴァニアに居住していなかったと主張している。
その後、タタール人に対する戦いで功績を挙げたバサラブ1世が勢力を拡張し、1300年頃にワラキア公国を建国した。それより遅れる事約50年後には、モルドバに公国が樹立された。モルドバの初代の公は、ドラゴシュであったが、その後継者が1359年にボグダン1世によって追放され、彼がモルドバ王朝を創始する。こうして、ワラキア、モルドバ、トランシルヴァニアの3地域によるルーマニア人国家が成立する。

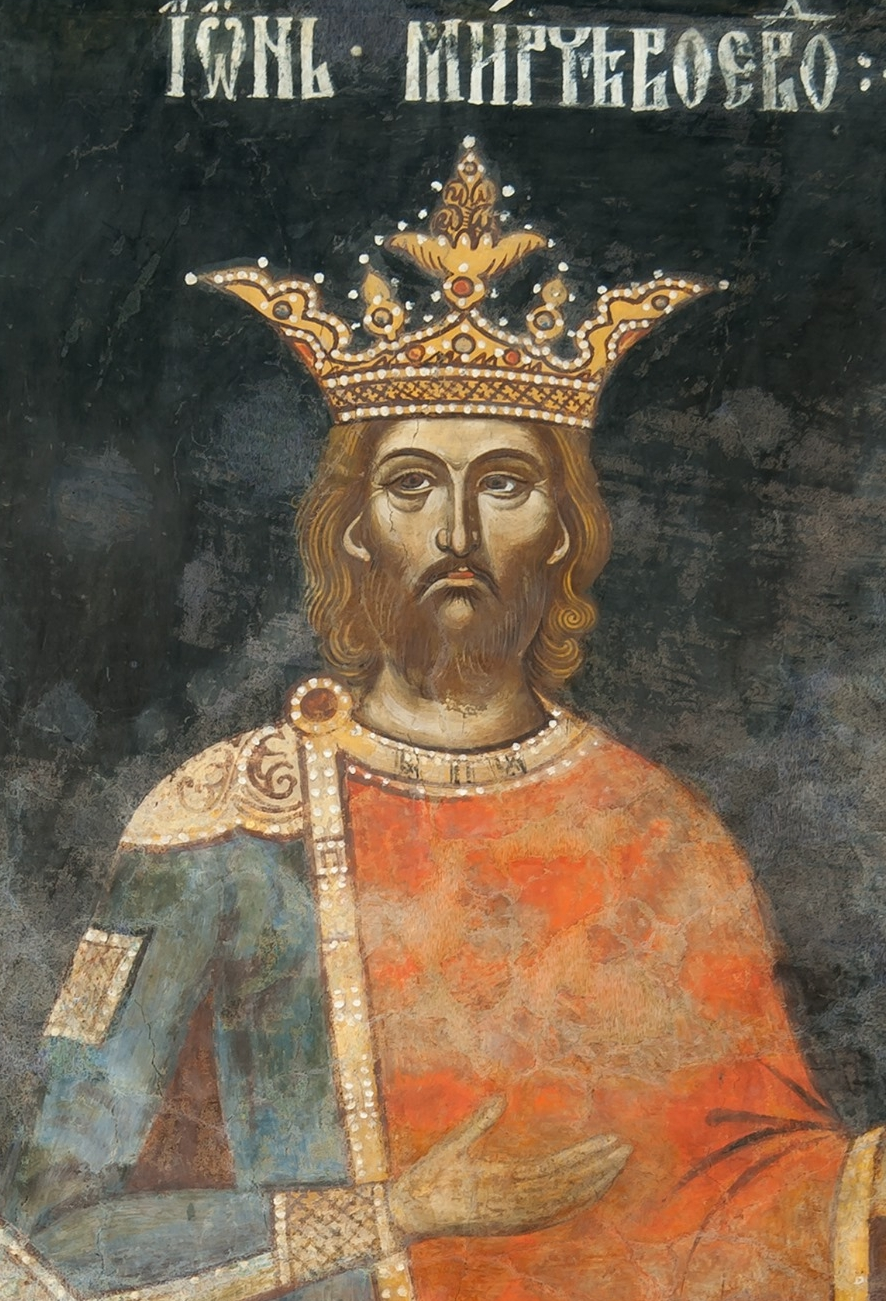
ミルチャ1世

14世紀になるとオスマン帝国（以降トルコと記載）がバルカン半島を席巻し始める。ワラキアでは1386年より、トルコとの戦争がはじまり、ミルチャ老公がトルコ軍に戦いを仕掛ける。ミルチャ老公は幾度か勝利を収めたものの、やがて敗北し、一旦トランシルヴァニアに逃亡する。トルコはヴラド1世をワラキアの国王に擁立し、トルコに対して貢納を課した。その後、ミルチャ老公は態勢を立て直し、ヴラドから公位を奪還し、引き続きトルコに対して貢納を行った。
1456年にワラキア公となったヴラド・ツェペシュは、トルコに対する貢納の支払いを拒否し、トルコと度々戦争を起こした。彼は小説・吸血鬼ドラキュラに登場するドラキュラ伯爵のモデルとされ、捕虜を拷問し処刑するなどし、トルコ側の使者を串刺しにしたこともあり、ヴラド串刺公と言われた。ヴラド串刺公は、トルコの戦争に敗北し、結局ワラキアは1476年にトルコの属領となった。
モルドバは地理的にトルコから離れていたため、ワラキアより遅れてトルコの脅威が及び、1420年にトルコからの攻撃を受ける。その後、1457年にシュテファン大公がトルコに対して抵抗を試み、一時勝利を収めたものの、1480年に、トルコと協定を締結し貢納金の支払いに同意した。その後1538年、トルコのスレイマン1世がモルドバに攻勢を仕掛け、モルドバもオスマンの属領となる。
トランシルヴァニアではハンガリーが重税を課し、1437年に大規模な農民による蜂起が勃発する（ボブルナの農民一揆）。トランシルヴァニアの貴族は、人口の大多数を占めるルーマニア人を締め出した上でカプルナ同盟という同盟を結成し、トランシルヴァニアの農民に対して、税負担を課し、その後反乱が起きた。カプルナ同盟はその後1848年まで維持され続けることになる。

## 近世

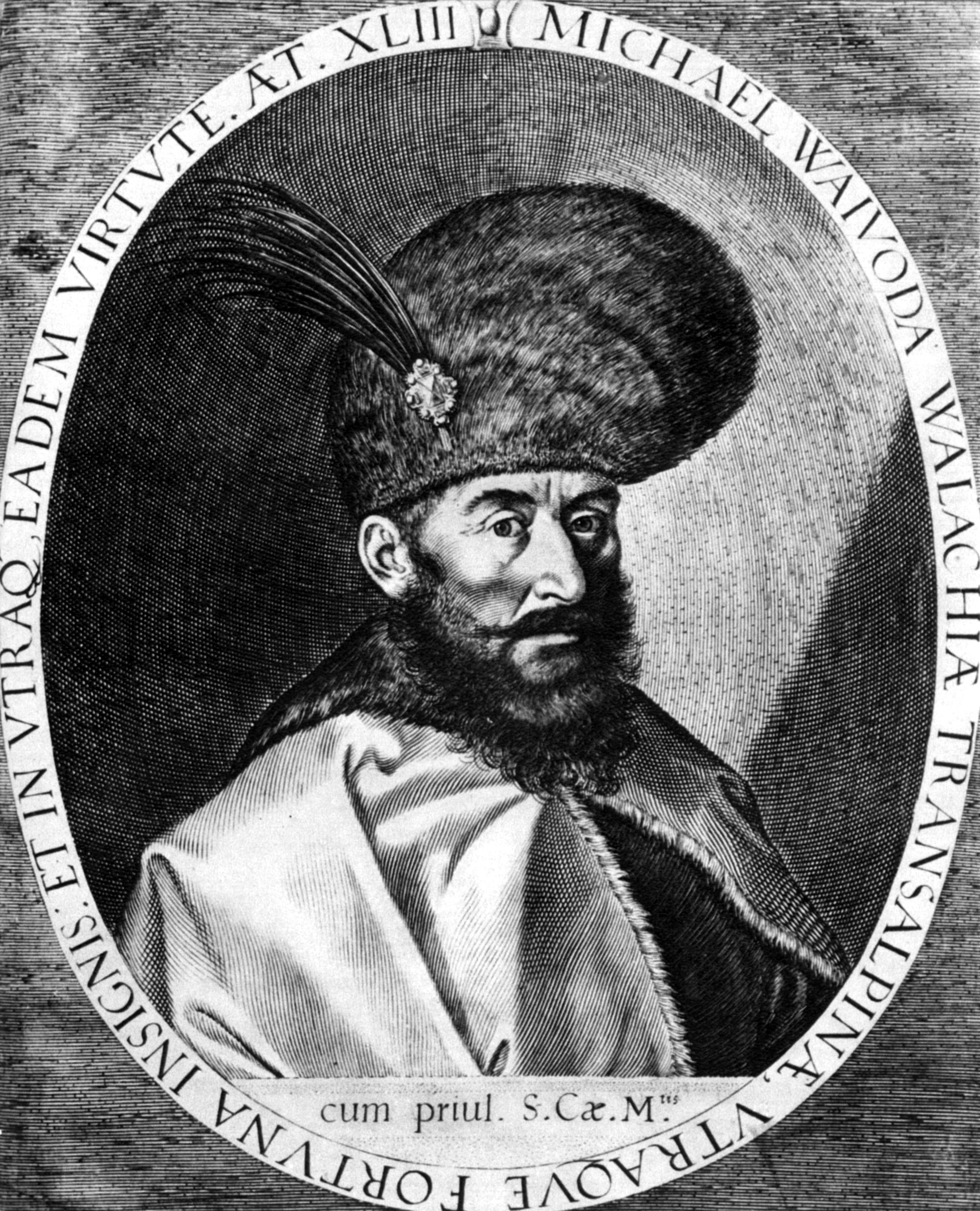
ミハイ勇敢公

トルコに従属することになったワラキアでは、1593年にミハイ勇敢公がワラキアの公に就任し、彼は1590年神聖同盟(反トルコ同盟)に加盟し、トルコに対して戦争を仕掛ける。その後、ミハイ勇敢公は、1599年にはトランシルヴァニア公にも就き、1600年にはモルドバ公にも就任し、ルーマニア人地域を統一する。だが、ミハイは翌年殺害されてしまい、3地域の連合は空中分解する。
ミハイ勇敢公死去後、トルコはワラキア、モルドバ、トランシルヴァニアを支配下に置いた。
権勢を誇ったトルコも18世紀になると、その勢いに陰りが見え始める。トルコはハプスブルク帝国に対する戦争で、第二次ウィーン包囲(1683年)に敗北し、カルロヴィッツ条約によって、トランシルヴァニアをハプスブルク帝国に割譲した。これによってトランシルヴァニアはその後第一次世界大戦終戦までハプスブルク帝国が支配することになる。
ワラキアでは、コンスタンティン・ブルンコヴェアヌが公となり、彼は表面上はトルコと関係を維持しつつ、ロシアのピョートル大帝に接近し、トルコの支配から脱却するための条約を締結する。1710年、同内容の条約をモルドバとロシアの間に締結させる。その後、ロシアは対トルコの戦争を開始するも、モルドバは参戦せず、ロシアは敗北する。そして、コンスタンティン・ブルンコヴェアヌも1714年に打ち首にされてしまう。
コンスタンティン・ブルンコヴェアヌによる裏切りによって、トルコは両公国の支配を強化するため、ワラキア、モルドバの両公国に対して、ファナリオティス（在イスタンブールの富裕ギリシャ人）を利用し、ファナリオティスによる支配を確立する。モルドバでは1711年に、ワラキアでは1716年にファナリオティス制度が確立された。ファナリオティスによる支配はその後、1821年まで続いた。だが、弊害ばかりではなく、ワラキアでは1746年に、モルドバでは、1749年に農奴制度が廃止された。
1768年に勃発した露土戦争では、ルーマニア（ワラキアとモルドバ）は義勇軍を結成し、ロシア側に立って参戦し、トルコに勝利した。戦後、ロシアとトルコの間で平和条約が締結され、モルドバのブコヴィナをロシアに割譲することになった。そして、トルコはなおもワラキアとモルドバに対する貢納権を保持していたが、税負担の軽減や、外国の領事館の開設を認めるなどの一時的に懐柔策を取った。
フランスでナポレオン・ボナパルトが台頭すると、ワラキア、モルドバの両公国は、ナポレオンに対してファナリオティス制度の撤廃を求め、ナポレオンはトルコに対して、親ロシアのワラキアの公とモルドバの公の解任を求める。トルコがこれを承諾すると、ロシアはすかさず1806年に両公国を占領する。そして、1807年にナポレオンがロシアとの間にティルジットの和約を締結すると、トルコはロシアに対して戦いを仕掛ける。ルーマニアは反トルコとして参戦し、ロシアの勝利に貢献するが、ファナリオティス制度はなおも存続した。しかし、この頃になると、ファナリオティスの間でも、反トルコの気運が高まりつつあった。

## ルーマニアの独立

1859年から2010年までのルーマニアの国境の変遷

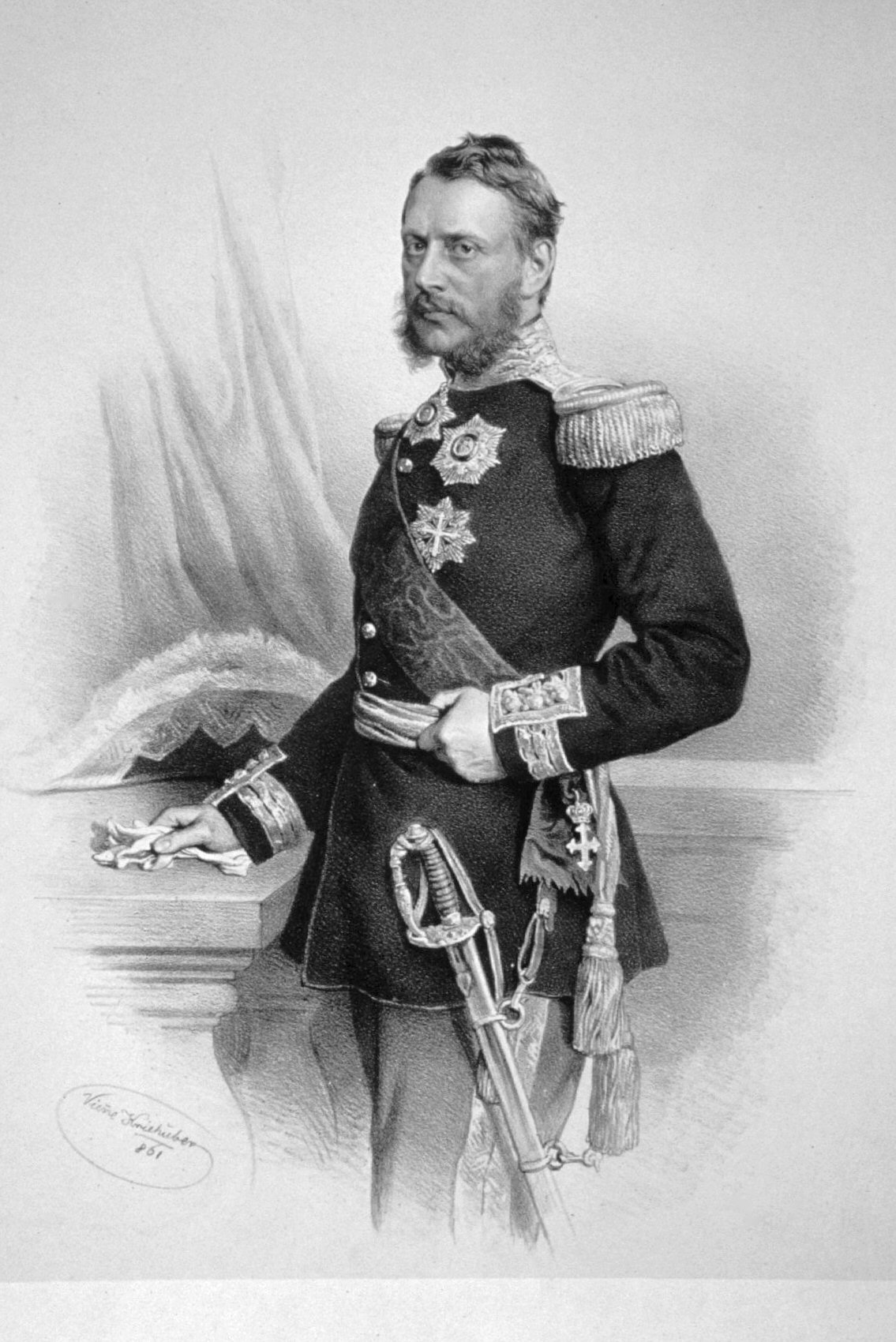
ワラキアとモルドバを事実上統一したアレクサンドル・ヨアン・クザ

1821年、ワラキアの公が死去したことをきっかけとして、農民出身とも小貴族とも言われるトゥドル・ウラジミレスクがファナリオティスに対する反乱を起こし、ブカレストに入城する。この蜂起は失敗に終わったが、ファナリオティス制度も終了した。1828年の露土戦争によって、ロシアが勝利し、1829年アドリアノープル条約によって、トルコはルーマニアの支配から手を引いたが、代わりにロシアが宗主国となった。
ロシアの軍政府は、ワラキア、モルドバの支配を安定化させるため、1830年、ワラキア、モルドバの両公国に基本規定（憲法のようなもの）を起草させ、ワラキアでは1831年に、モルドバでは1832年に発効された。基本規定は、両公国の統一に備えてほぼ同じ条文で制定された。その後、ワラキアではアレクサンドル・ギカが、モルドバではミハイ・ストゥルザが公に就任する。両公国では、工業の発展が奨励され、道路建設が推進され、郵便制度も制定され、近代国家へと歩み始めた。
1835年から1846年にかけて貴族の子弟は、パリへと留学し、これがきっかけでロシアとトルコからの独立に向けた気風が高まる。留学者の中には、後にワラキア、モルドバの公となるアレクサンドル・ヨアン・クザもいた。そして、1848年にパリで革命がおこり、革命運動はトランシルヴァニア及びワラキアにも波及し、ブカレストではルーマニア人による臨時政府が樹立された。この臨時政府は直ちにトルコとロシアによって潰された。1853年、クリミア戦争が勃発し、オーストリア、フランス、イギリス、プロイセンからなる列強は、ロシアに対してワラキアとモルドバからの撤退を要求する。戦争はロシアの敗北に終わり、終戦後の1856年に締結されたパリ条約では、ワラキアとモルドバのロシアの保護国の撤廃が認められたが、トルコの宗主権は認められ、ワラキアとモルドバの統一はならなかった。ロシア領のベッサラビアはモルドバに割譲された。
1857年にワラキアとモルドバにおいて暫定議会選挙が実施されると、両公国の合同派が勝利し、1859年1月にアレクサンドル・ヨアン・クザが公に選出され、1862年、クザは両公国の統一を宣言した。そして、国家もルーマニアが正式国名となった。クザは義務教育制度の導入や、教会財産の国有化、農地改革など急進的な改革を行おうとするが、一部は成果を挙げたものの、その急進的な改革に保守派からの反対が多く、1866年2月、クザが就寝中のところを、反対派の政治家が退位を迫るべく押しかけ、クザは退位を承諾する。この頃、1859年にルーマニアでは、文字はキリル文字からラテン文字に切り替え、ロシアから脱却し、西欧に接近しようとする。
クザ退位後、政府はホーエンツォレルン家のカロル1世を招聘し、公に就任させる。そして、当時もっとも先進的であったベルギーの憲法を参考に、1866年6月29日に憲法が制定され、国旗も制定された。ただ、制定された憲法の第7条には、国籍条項としてユダヤ人とムスリムを排除する条文だったため、これが後々ルーマニア独立の足枷となる。
1877年、露土戦争が勃発し、ルーマニア政府は、ロシア帝国軍のルーマニア領内通過を許可し、ロシアがルーマニア領内を通過すると、トルコはルーマニアに対して砲撃を行う。これを受けて、ルーマニアもロシア側に立って参戦し、勝利を収める。戦後に締結されたサン・ステファノ条約(1878年3月)によって、トルコはルーマニアの独立を承認する。だが、1856年にモルドバにロシアから返還されたベッサラビア南部については、ロシアが割譲することになり、ロシアに有利な条約にイギリスから抗議の声が上がり、1878年にベルリン条約が締結され、結局ベッサラビア南部などはロシアに割譲されることが確定した。ベルリン条約では、宗教による差別を禁止する条文があり、ルーマニア憲法の第7条は、それに抵触していたため、ルーマニアは、1879年に条件付きでユダヤ人にも国籍付与を認めた。この憲法改正によって、1880年フランス、イギリス、ドイツがルーマニアの独立を承認した。
カロル1世は、跡継ぎに恵まれなかったため、自身の甥の フェルディナンドを養子として迎え入れ、ルーマニアは王国となる。
ルーマニアは、新憲法によって、制限選挙の下でブルジョワ階層から支持を得る民族自由党と大土地所有者から支持を得る保守党の二大政党制となる。建前は二大政党制であったが、その実態は交代制による政党政治制度であった。
1876年の選挙で、民族自由党が勝利し、イオアン・ブラティアヌが首相を務め、以後12年間与党となる。ブラティアヌはその後第二次世界大戦まで三代にわたり民族自由党の主席を務めた。
独立を果たしたルーマニアは、保護主義政策をとり、産業については機械化が行われた。ルーマニアでは石油産業が隆盛し、1857年以降開発が進み、1890年に生産量は5万tであったが、1913年には、188万5000 tを計上し、当時世界第4位の産油国となった。だが、石油産業はドイツを主体とする外国資本が占有していた。産業が発展したこともあり、労働者も増えたものの、彼ら労働者の待遇は非常に悪く、1880年代になると、ストライキに発展することもあった。そして、このような状況を受けて、左派政党も樹立されるようになる。

## 第一次世界大戦と大ルーマニア

### 第一次世界大戦の勃発と参戦

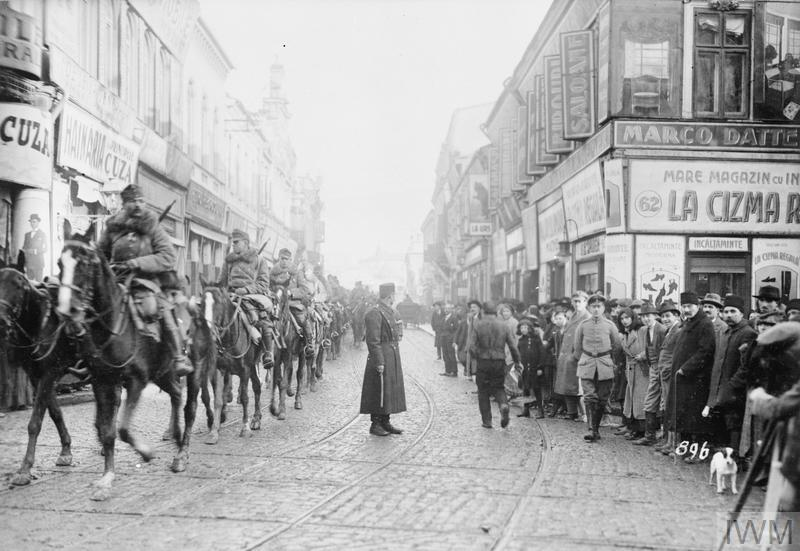
同盟軍に占領されたブカレストの様子

1914年7月、サラエボ事件によって、第一次世界大戦が勃発する。ルーマニア国王カロル1世は、中央同盟国（ドイツ、オーストリア=ハンガリー帝国）として参戦することを主張するが、議会では中立が優勢であり、イタリアが中立を打ち出すと、ルーマニアも中立にとどまることとなった。1914年10月にカロル1世が死去すると、養子のフェルディナンド1世が王位を継承した。
ルーマニアでは元々、オーストリア=ハンガリー帝国に対して敵意があり、フランス、イギリス、ロシアと協定を締結する。そして、中央同盟が緒戦で敗北したことを受け、1916年8月、協商国側として、オーストリア=ハンガリー帝国に対して宣戦布告し、第一次世界大戦に参戦する。国王のフェルディナンド1世がイギリス王室、ロシア帝国王室と系譜が連なっていたことも参戦の原因である。
だが、オーストリア=ハンガリー帝国に対する宣戦布告を受けて、ドイツは1916年9月に、ブカレストをツェッペリン飛行船で空爆し、ドイツとも交戦状態に突入する。ドイツはブルガリアと連合し、1916年11月にはブカレストを占領、その後ルーマニアの国土の3分の2を占領した（ルーマニアは政府機能をモルドバに移転）。ルーマニア軍はロシア帝国軍の支援を受けて戦ったものの1917年12月に休戦を余儀なくされ、国境線をオーストリア=ハンガリー帝国に有利なように変更された。その後、1918年11月になると、中央同盟国が完全に不利な状況になり、11月10日、休戦協定を破棄し、再度参戦を行い、ブコヴィナの併合に成功する。翌日、フランスのコンピエーニュの森で休戦協定を締結し、第一次世界大戦は終結した(ドイツと連合国の休戦協定 (第一次世界大戦)) 。
第一次世界大戦中の1917年、ロシア帝国が崩壊すると、ベッサラビアのルーマニア系住民は、モルドバ民主共和国の成立を宣言し、1918年1月にはロシアからの独立を宣言する。そして、同年3月にはベッサラビアとルーマニアとの統一を宣言した。トランシルヴァニアでは、1918年12月にルーマニアとの統一決議が採択された。その他第一次世界大戦中にブルガリアに割譲したドブロジャ地方も返還させた。

### 大ルーマニアの成立へ

1930年の大ルーマニアの地方行政区分の地図

第一次世界大戦の講和会議であるヴェルサイユ条約において、ルーマニアはトランシルヴァニアの併合が承認されることを望んだが、この時は果たせず、1920年6月にハンガリーとの間でトリアノン条約を締結し、同条約の第45条において、トランシルヴァニア地方のルーマニアへの割譲が認められた。第一次世界大戦中並びに終戦直後の領土拡張によって、ルーマニアは大ルーマニアと呼ばれる。
ヴェルサイユ条約では、ルーマニアは一応戦勝国側であったが、ルーマニアに関する利権については、ルーマニアを除外して決定され、主要戦勝国がルーマニアに対して、オーストリア、ハンガリーの戦勝賠償の一部を負担させることが決定する。
大ルーマニア実現によって、ルーマニアの人口は第一次世界大戦勃発時と比べると、領土は約2.5倍の29万5千km2、人口は約3倍の1600万人にも上った。かたや、少数民族を抱えることになった。
1923年3月、新憲法が採択される。新憲法では、集会・結社の自由、各民族を平等とすることを謳った。政治も複数政党が樹立されていたが、その実態は汚職、不正選挙によって腐敗していた。ルーマニアに併合されたトランシルヴァニアは、この様子を非難していたが、効果は無かった。ルーマニアは領土保全と民族統一のため、1921年以降は、ポーランド、チェコスロバキア、ユーゴスラビアと防衛協定を締結し、1926年にはフランスと友好協定を締結する。フランスとしてはルーマニアがソ連の共産主義に対する防波堤になると考えていた。
ルーマニアは外務大臣ニコラエ・ティトゥレスクの尽力によって、国際連盟にも加盟し、1930年と1931年には国際連盟の議長を務めるなど国際社会で存在感を強めた。1934年には、ソ連との国交を樹立した。ニコラエ・ティトゥレスクは更に、ユーゴスラビア、ギリシャ、トルコとバルカン協定を締結する。積極的な外交を行ったティトゥレスクであったが、イタリアによるエチオピア侵略、ナチス・ドイツによるラインラント進駐に対して、有効な手立てを打てなかったため、1936年8月外務大臣を罷免される。バルカン協商も、加盟国が別々の外交政策を取るようになり、1940年2月の会議を最後として、有名無実なものとなった。
産業においては、かねてより農業の農地改革が課題であった。第一次世界大戦時、国王は国家の窮状を乗り切るため、人口の大部分を占める農民に対して、農地改革を約束していた。イオン・ミハラケによる農地改革が行われつつあったが、あまりにも急進的な内容だったため頓挫し、やや保守的な農業改革法案が1921年に制定された。これによって農地所有地面積を100haに制限し、大土地所有に一定の制限を課した。これによって、ルーマニアでは、全体の3分の1超の280万haの土地の所有者が変わった。だが、当然ながらこの改革には反発が大きく、収用された土地面積は600万haであったが、その4分の1の面積が140万人の農民に配分され、1930年時点で6700人の大土地所有者が24%の土地を所有したため、実効性があったかは意見が分かれている。収用された土地もトランシルヴァニアのハンガリー人の土地が主な対象だった。また、農業は、第一次世界大戦終戦から第二次世界大戦開戦までの20年間でこれという技術革新は行われず、生産性の向上は図られず、当然ながら農民の生活水準も改善されなかった。1930年時点で、貧農に分類される農民は250万人もいた。
ルーマニアの主産業は石油産業であったが、主にドイツによる海外資本が主体になっていたが、政府は全体の60%を占めるドイツ資本の石油企業を国有化した。だが、なおも外国資本の石油企業が100社以上残ったままであった。
1928年、ルーマニアでは(1929年の)世界恐慌に先行して、経済不況に陥る。ルーマニアでは外国資本が活発だったため、対外債務が莫大な金額となっていた。1928年から1932年まで、ルーマニアでは、ストライキが多発し、377件のストライキが起こるなどしていた。世界恐慌によって、農業では、農産物価格が大幅下落し、農村は大打撃を受ける。1933年には世界恐慌の影響を脱出し、工業と農業の生産高は向上する。とはいえ、1938年時点でのルーマニアの国民所得は1人当たり94ドル（同時期のフランスは246ドル）に過ぎなかった。
ロシアは、ソ連になりボリシェヴィキの脅威がルーマニアにも波及し、1920年にはブカレストでゼネストが発生し、1921年5月にはルーマニア共産党が結党された（1924年に非合法化）。
1923年、イタリアではベニート・ムッソリーニが主体となりファシズムが勃興し、これもルーマニアに波及した。キリスト教民族防衛連盟という右派政党が結党され、1926年の選挙では10議席を獲得した。その後複数の政党と合流し、キリスト教民族党となり、1937年の選挙では39議席を獲得する。この1937年は、ファシズム組織の鉄衛団が首相のイオン・ドゥカを暗殺するなど、影響を強めた。

### 独裁政治へ
1928年まで、自由党が有力政党であったが、与党の地位を確保するためテロ行為を行うなどしていた。1927年、フェルディナンド国王が死去し、皇太子のカロルは王位継承権を放棄し、愛人と共に国外に移住する。王位はカロルの息子のミハイが継承し、当時6歳だったため摂政政治が行われた。だが、結局カロルは、愛人と絶縁するという条件を提示して、帰国し、カロル2世として国王に即位する。これには、摂政政治を快く思わない派閥の働きかけもあった。1930年代、ファシスト主義の鉄衛団が台頭し、彼らは、政治家並びに官僚の汚職などの腐敗を批判し、民衆の支持を得て、カロル2世からも支持を得ることに成功する。カロル2世はこの鉄衛団を利用し、自身の権力を強化し、1938年には鉄衛団を含む全政党を違法化し、国王に独裁権限を付与させ、鉄衛団の指導者コルネリウ・コドレアヌを銃殺させる。こうして、1923年憲法は事実上廃止された。建前は民主国家を装うため、カロル2世は、国民復興戦線という王室支持者の一派の組織を結成させ、1940年に国民党に改称させた。

### ナチス・ドイツの領土拡張

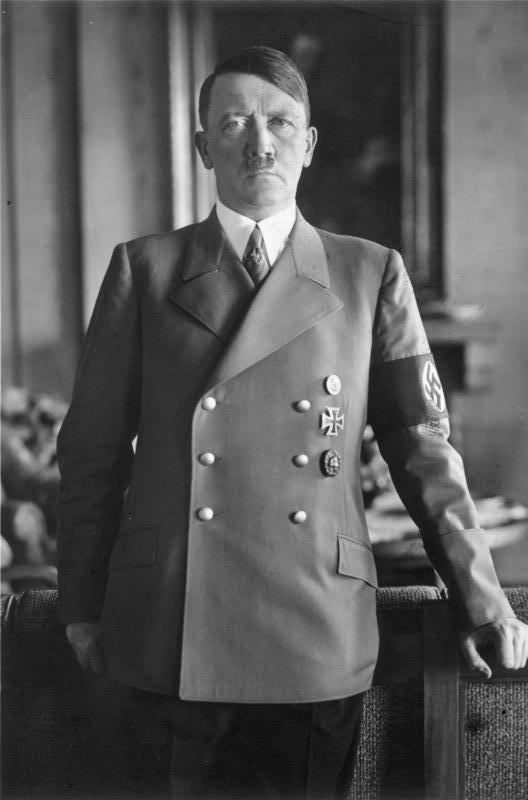
ナチス・ドイツの総統アドルフ・ヒトラー

1933年1月30日、ドイツでは、アドルフ・ヒトラーによるナチス・ドイツ政権が樹立される。ナチス・ドイツは次々に領土を併合し、1938年には、チェコスロバキアもナチス・ドイツによって解体され、ルーマニアは武器供給国を失う。カロル2世は、1939年3月、ナチス・ドイツによって経済協定を締結させられる。
ナチス・ドイツは、1939年8月に、独ソ不可侵条約を締結し、この独ソ不可侵条約が後々ルーマニアの領土を脅かすことになる。

## 第二次世界大戦時のルーマニア

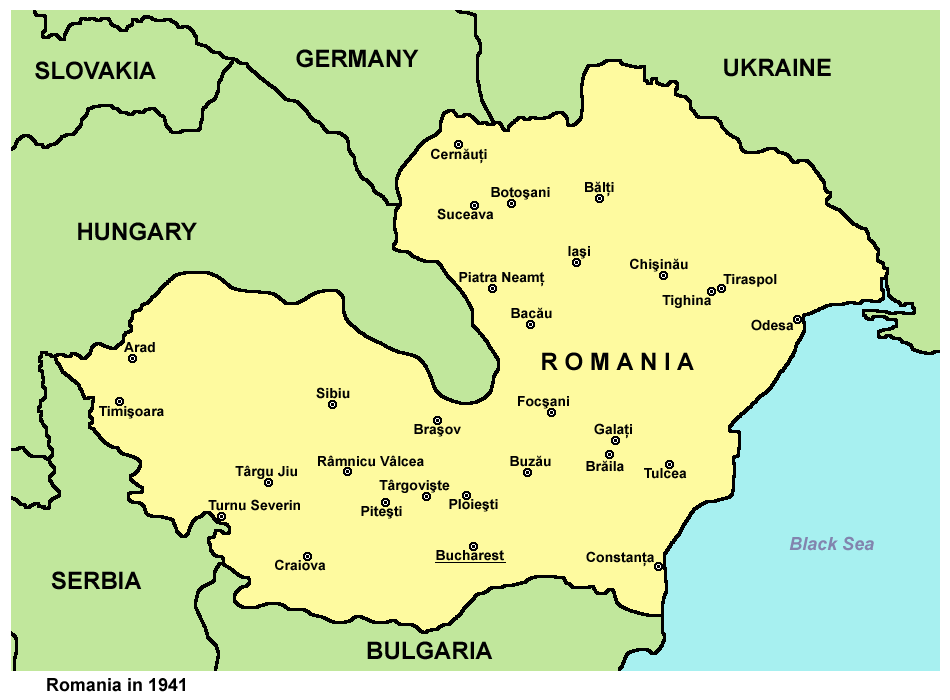
1941年のルーマニア

1939年9月1日、ナチス・ドイツがポーランドを侵攻し、第二次世界大戦が勃発する。ルーマニア首相アルマンド・カリネスクは中立を検討し、ポーランドの亡命政府を一旦迎え入れたが、即座に政府要人と資金をイギリスとフランスに移動させた。この行動に対して、ナチス・ドイツは鉄衛団を起用して、ルアルマンド・カリネスク首相を暗殺する。後を受けたタタレスク内閣は、なおも中立を決め込んだ。ルーマニアとしては、イギリスとフランスがナチス・ドイツに勝利する想定だったが、1940年6月にフランスが降伏してしまう。すると、ソ連は独ソ不可侵条約に基づいて、ベッサラビアと、ブコヴィナを割譲する。ブコヴィナに至っては、ロシア帝国時代を含めて、一度もソ連の領土になったことは無かった。交渉の末、ブコヴィナは北ブコヴィナの割譲で決着した。また、ハンガリーはトランシルヴァニアをルーマニアに要求し、ブルガリアは南ドブロジャを要求した。トランシルヴァニアについては交渉の結果、北部のみの割譲で妥結したが、南ドブロジャはブルガリアに割譲した。こうして、ルーマニアは約5万km2の国土面積と300万人の人口を失ってしまう。

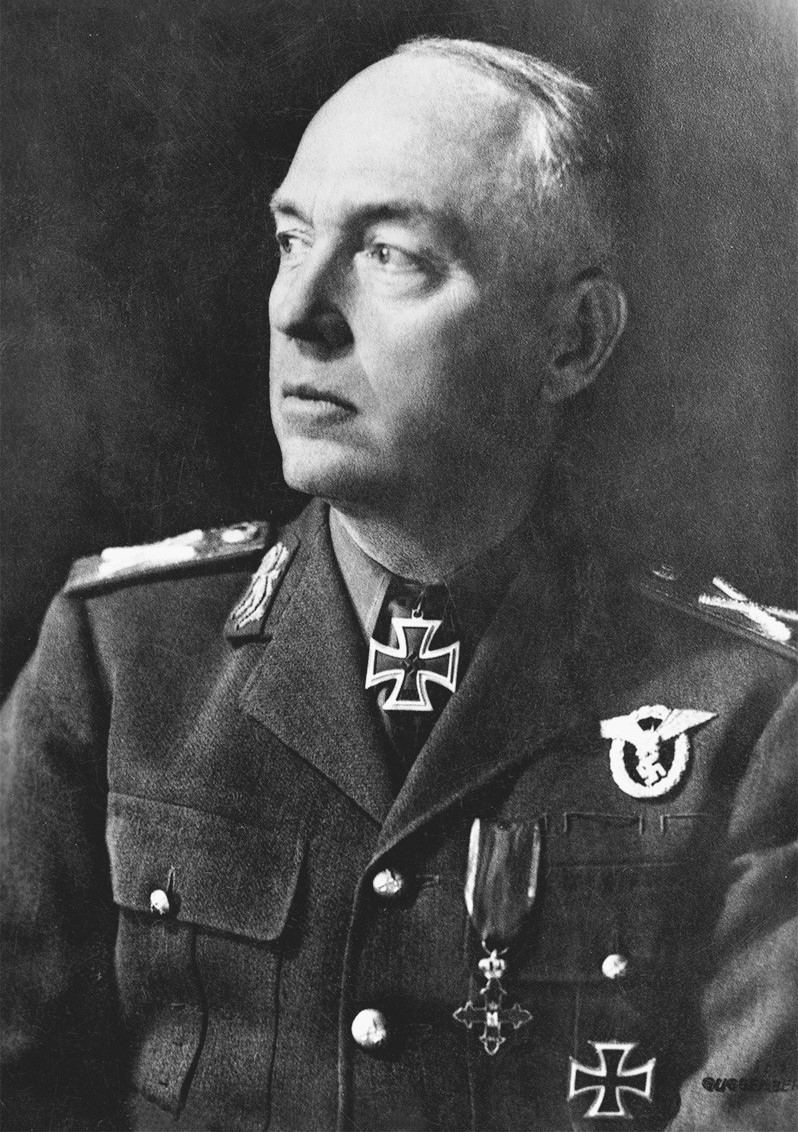
軍事独裁政権を樹立したイオン・アントネスク

領土を大幅に失ったことによって、ルーマニア国内では、カロル2世に対して批判が起き、1940年に首相となったアントネスク将軍は、カロル2世に独裁政権の放棄を要求する。カロル2世はこれを承諾し、スイスへと亡命し、ルーマニア国内では、アントネスクによる軍事独裁政権が樹立された。アントネスクは、1940年10月12日、ドイツ軍をルーマニアに迎え入れ、11月23日に日独伊三国同盟に加盟した。
1941年6月、独ソ戦開戦によって、ルーマニアは、ソ連に割譲されたベッサラビアと北ブコヴィナの奪還を目的として参戦する。1941年7月26日には、ベッサラビアと北ブコヴィナの奪還に成功する。これを受けて、戦争からの離脱を検討したが、ナチス・ドイツは、ルーマニアに対して、継戦を要求し、独ソ戦の参戦を継続せざるを得なくなる。
1942年にブラウ作戦が発動され、ルーマニア軍は30個師団を投入し参戦するが、スターリングラード攻防戦（1個師団が従軍）で大敗し、戦局は枢軸軍に不利に展開するようになる。ルーマニアでは厭戦気分が高まり、1941年6月から1944年6月までに、徴兵拒否によって罰せられた人数は8万8千人に達した。ルーマニア軍はドイツ軍と同盟軍ではあったが、ドイツ軍からは二線級扱いを受けるなど軋轢も生じていた。
スターリングラード攻防戦での敗北後、ルーマニア政府は、単独講和に向けて、英米に接触を試みるが、英米からは反応はなく、単独講和は成らなかった。
1944年4月、地下活動を行っていたルーマニア共産党は、かつての政党の指導者と接触し、戦争からの離脱に向けて動き出す。1944年夏になると、ソ連軍はルーマニア国境付近にまで迫る。アントネスク将軍は、なおも徹底抗戦を表明した。そして、1944年8月20日、国王のミハイ1世は、複数政党が結成した国民民主ブロックの声に押されて、アントネスクに対するクーデターを承諾する。同年8月23日、ミハイ1世は、アントネスクを逮捕させ、対ドイツへの戦争を宣言する。8月26日、ブカレストに駐留していたドイツ軍の支配から解放し、北トランシルヴァニアもハンガリー支配から解放した。だが、ベッサラビアと北ブコヴィナはソ連によって既に陥落させられており、この両地については失陥することが確定した。その後、10月にイギリス首相ウィンストン・チャーチルとソ連の指導者ヨシフ・スターリンとの間で交わされたパーセンテージ協定によって、ルーマニアは戦後ソ連圏入りが確定する。
ルーマニア軍は、ソ連軍と共に進軍し、1945年にナチス・ドイツが降伏する時点では、ベルリンやスロバキアにまで部隊を展開させていた。

## 共産党政権時代

### 共産党政権の樹立へ

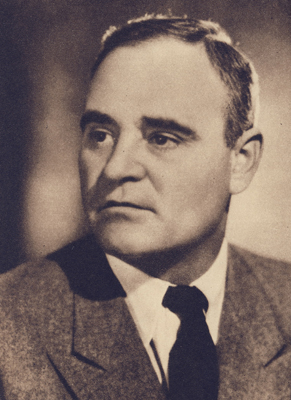
死去する1965年まで指導者を務めたゲオルゲ・ゲオルギュ＝デジの写真（1948年撮影）

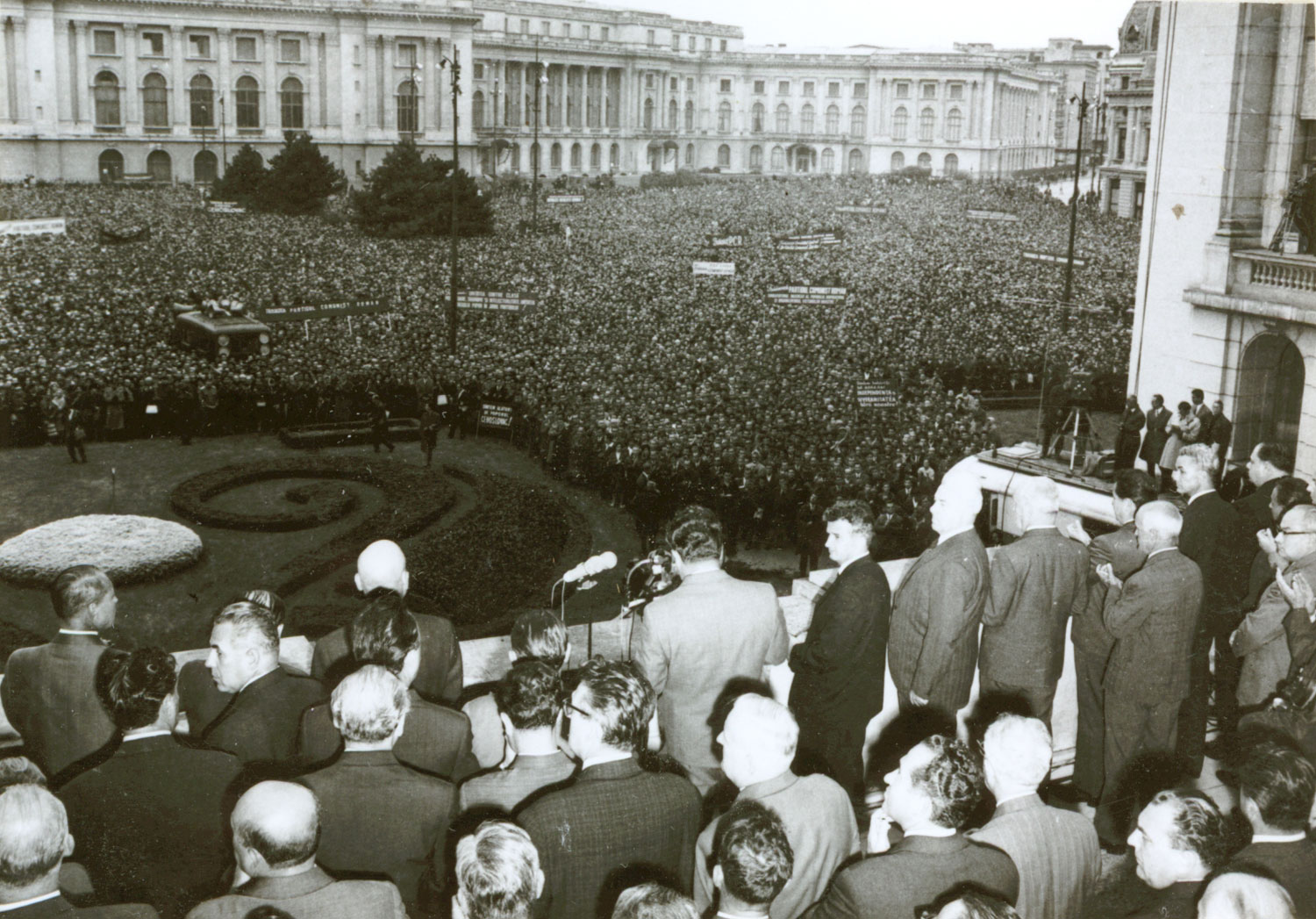
1968年8月。プラハ侵攻に抗議するルーマニアのチャウシェスク大統領。

1944年8月にアントネスク政権瓦解後、コンスタンチン・サナテスク将軍が内閣を樹立し、1923年憲法を復活させたが、既に国土の大半はソ連の支配下に置かれていた。同年9月にルーマニア共産党を合法化させる。サナテスク政権は、共産党を中心とする国民民主戦線と対立し、間もなく退陣に追い込まれた。
ルーマニア共産党は長らく活動が非合法化されたため、終戦間もない1945年5月時点で、党員は2千人程度であったが、その後、ソ連の外交官アンドレイ・ヴィシンスキーが、ミハイ国王に対して共産党政権樹立を迫るなどしたため、党員数は1945年10月になると、25万8千人にまで上った。そして、第一回ルーマニア共産党全国会議において、ゲオルゲ・ゲオルギュ＝デジが中央委員会書記長に選出される。
1946年11月に選挙が行われ、共産党を主軸とする民主政党が勝利する。ルーマニア共産党は1947年11月、社会民主党を吸収し、ルーマニア労働者党となり、野党の農民党と自由党は排除される、1947年12月30日、ミハイ国王は退位させられ、ルーマニア人民共和国が成立する。
1947年2月、ルーマニアは連合国と講和条約を調印する。それによって、北トランシルヴァニアはハンガリーからルーマニアへと返還され、モルドバについては、ソ連に割譲されることが国際的に承認され、以後別の国となった。また、戦争による賠償も課せられることとなった。
1948年6月、企業の国有化が行われ、1951年を起点とする第一次5か年計画が実施され、高い生産目標を設定し、工業化へと舵を切った。農業については、1949年春から集団化が行われ、農業生産協同組合と機械・トラクターステーションが設立された。ノルマ未達成の者は厳しく罰せられたが、いずれにせよ戦後復興はうまく行った。
だが、1953年3月にスターリンが死去すると、ルーマニアを含む社会主義諸国に異変が起こる。同年6月ベルリン暴動が起きると、ゲオルギュ=デジは、8月の中央委員会において、工業化の進展速度が早すぎたことと、農業への投資が少なかったことを自己批判した。1955年になると、ルーマニアは国連とユネスコにも加盟を果たす。
1956年10月、ハンガリー動乱が起き、これを受けて、ゲオルギュ=デジはソ連依存の国家体制のリスクの高さを認識し、独自路線へと進むことを決意する。ゲオルギュ=デジは、ソ連の指導者ニキータ・フルシチョフをうまく懐柔し、1958年に在ルーマニアのソ連軍撤退を実現させた。
その後、1958年11月、党中央委員会において、ルーマニアの重工業路線を打ち出したが、1960年になると、フルシチョフはコメコンによる国際分業を提唱し、ルーマニアはそれによると農業の分担を求められ、重工業路線への転換が困難になった。ソ連とルーマニアはコメコンを巡って対立し、ワルシャワ条約機構の軍隊の扱いについても対立を深める。
その後、ソ連は中国と対立するなどしたため、ルーマニアはこれを見て、1964年には、自主独立路線を歩むことを宣言する。

### チャウシェスク政権による独裁

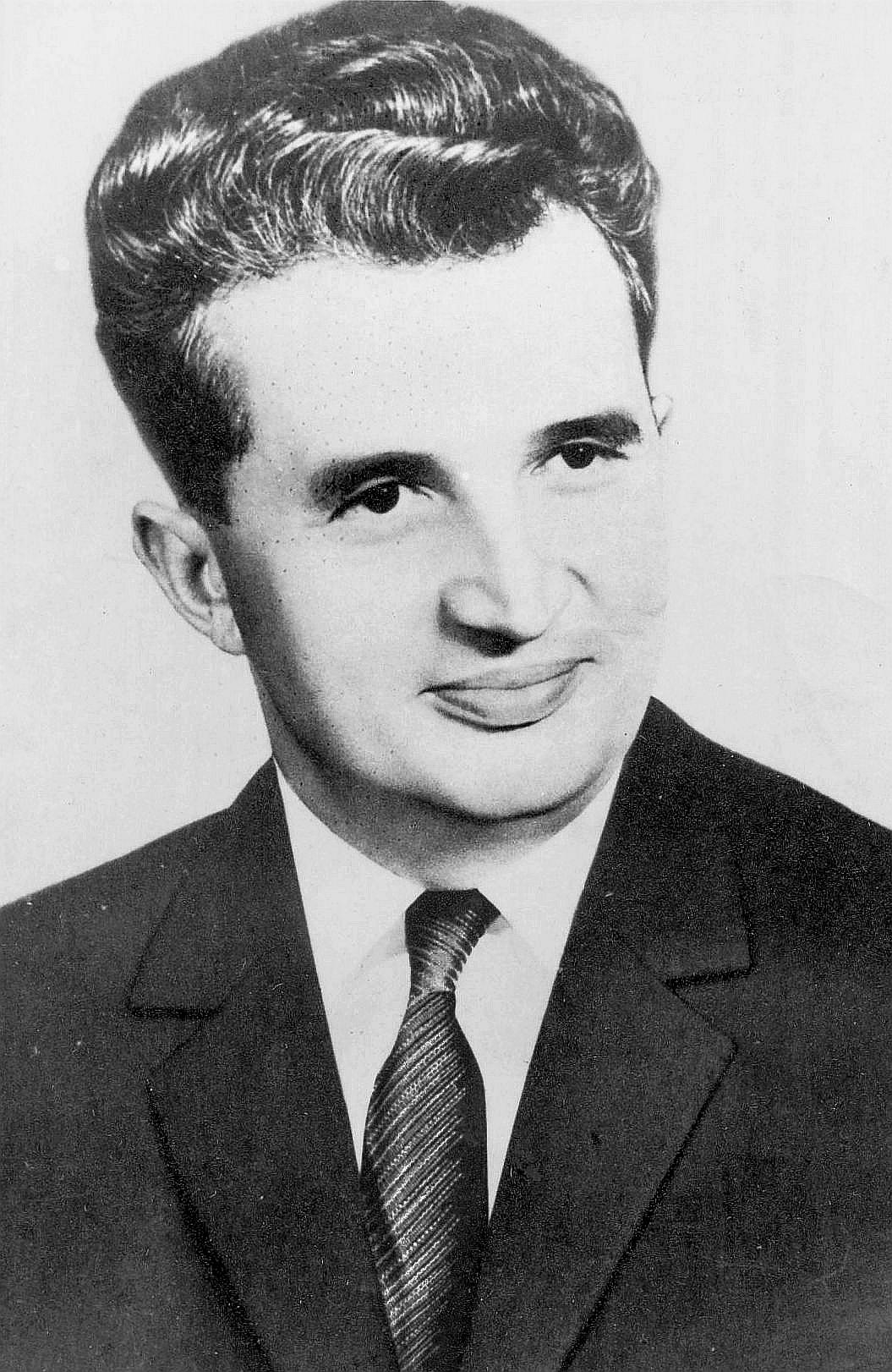
ニコラエ・チャウシェスク

1965年3月、ルーマニアの指導者ゲオルギュ=デジが急死し、後継者はニコラエ・チャウシェスクが選出され、ルーマニア労働者という党名もルーマニア共産党へと変更された。そして、1965年8月には新憲法が採択され、社会主義共和国であることが宣言された。
チャウシェスクは、ゲオルギュ=デジ路線を継承し自主外交を展開した。内政については党指導部が、工場や、集団農場を視察し、民衆と寄り添うようにした。1966年から1970年にかけての工業生産の平均成長率は12%を記録し、生活水準が向上した。1968年に起きたプラハの春では、ルーマニアはワルシャワ条約機構に加盟しながら、チャウシェスクは軍の派遣を拒絶し、ブカレストにおいて、国民集会を開催し、ソ連の軍の介入を批判し、民衆から多大な支持を得た。
だが、1971年11月に、中国で文化大革命が行われると、チャウシェスクはこれに影響を受けて、ルーマニアでも文化小革命として導入を図る。文化小革命には、ルーマニアでは反対意見が多かったが、チャウシェスクはこれを強引に押し切って導入に踏み切った。チャウシェスクは独裁体制を確固たるものにするため、政府のありとあらゆる官職を自身か、自身の妻、息子、親戚に割り当てた。そして、人事制度をローテーションさせ、閣僚が権力を持たないように、自身の権力を強化した。そして、1974年3月には、チャウシェスクは大統領職を新設し、初代大統領に就任した。
ルーマニアは、アメリカ、西欧諸国、日本、中国、イスラエルなどと関係を強化し、東側諸国としては異例のGATT、IMFに加盟する（それぞれ1971年、1972年加盟）。アメリカはルーマニアに対して、最恵国待遇を付与するなどし、ルーマニア国内の人権抑圧については当初は無関心だった。
1977年3月4日、ブカレストの北方約100kmを震源とするマグニチュード7.0から7.5の地震が発生し（ヴランチャ大地震）、多数の建物が倒壊して死傷者が出た。ブカレスト市内でも少なくとも十カ所のビルが倒壊したことを駐ルーマニアのアメリカ大使館員が報告している。同年3月9日、ルーマニア共産党政治執行委員会は、同日時点で死者が1357人、重軽傷者10396人、被災家屋2万戸超に達していることを明らかにしている。
ルーマニアでは、重要産業であった石油の産油量が頭打ちになり、輸出が伸び悩み、対外債務は1981年になると、約99億ドルにまで達する。そして、中央集権的な経済体制のため、技術革新が遅々として進まなかった。このような状況であったが、チャウシェスクは、対外債務返済のために、極端な輸入制限を行い、国民の農産物を外国への輸出へと回した（飢餓輸出）。そして、チャウシェスクは、女性に対して中絶を禁止し、5人までの出産を義務付けるなどした。多産が奨励されても、それだけの子供を食わせるだけの食料は一般民衆には行き渡ることは無く、民衆の不満が鬱積する。

### チャウシェスク政権の崩壊
チャウシェスクは、ソ連脅威論を民衆に訴えかけ、支持を集めていた。だが、ソ連の指導者にミハイル・ゴルバチョフが就任すると、彼はペレストロイカや、新思考外交を提唱し、西側との関係改善に務め、もはやチャウシェスクによるソ連脅威論は説得力を持たなくなった。ルーマニアで自由化を推進することで、ソ連が武力介入するということも考えにくく、1989年になると、社会主義国の東欧各国で、改革の波が押し寄せる（東欧革命）。
1989年になると、ハンガリーでは複数政党制へ移行しつつあり、ポーランドでは非共産主義政権が樹立、東ドイツではベルリンの壁が崩壊し(ベルリンの壁崩壊)、チェコスロバキアでも共産主義政権が転覆された。これらの動きを受けて、チャウシェスクは、改革どころか個人崇拝を推し進めた。
1989年12月16日、在ルーマニアのハンガリー人神父を秘密警察が逮捕し、これが反チャウシェスク運動へと発展する。軍と警察はこれを武力で鎮圧し、この様子をオーストリアの会社員が西側放送局に伝え、ルーマニアの民衆にも広く知られるようになる。そして、12月20日、チャウシェスクによる演説が行われることが決定し、国民はチャウシェスクの退陣を期待したが、内容は軍と警察の行動を正当化するという内容であった。
翌日12月21日、チャウシェスクは、テレビの生放送を通じて演説を行うと、群衆が騒ぎ始め、チャウシェスクが狼狽する様子がテレビに映し出され、反チャウシェスクデモが一気に展開された。12月22日、ブカレストにおいて反体制デモが行われ、当初デモ部隊に銃口を向けていた軍も、デモ部隊側についた。チャウシェスクは妻のエレナ・チャウシェスクと共にヘリコプターで逃亡を図るが、結局逮捕される。チャウシェスク夫妻は、12月25日に銃殺され、チャウシェスクによる独裁はこうして幕を閉じた。

## 民主政権の樹立へ

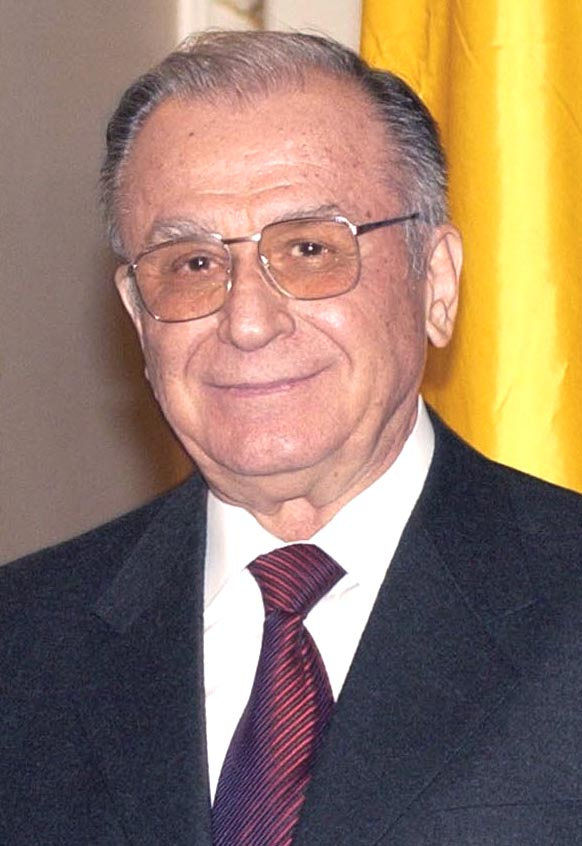
チャウシェスク政権崩壊後に大統領となったイオン・イリエスク

チャウシェスク政権瓦解後、救国戦線評議会が政府を指揮することになる。1990年5月に選挙が実施され、救国戦線が勝利し、イオン・イリエスクが大統領となり、新憲法が公布された。
ルーマニアは、世界銀行やIMFの支援を受けて、経済改革に乗り出し、国営企業の民営化を行う。だが、労働者の賃金は上がらず1993年から1995年にかけて反政府デモと賃金上昇を求めたストライキが起こる。1996年には、チャウシェスク政権瓦解後、初めて非共産主義政権が樹立され、首相が幾度か変わりつつも経済改革を行い、とうとう2000年にプラス成長に転じる。ルーマニアは比較的安い人件費もあったため、外国からの直接投資も増加し、高い経済成長を維持した。2000年から2022年までのルーマニアの経済成長は605 %を記録し、ヨーロッパでは最大の経済成長を遂げた。2021年の名目GDPは世界で第58位につけた。
2020年に感染拡大した新型コロナウイルス感染症 (COVID-19) では、ルーマニアの感染者と死者は2022年7月15日時点で、感染者は約291万5千4百人、死者は6万5千7百人を記録した（新型コロナウイルス感染症の世界的流行 (2019年-)）。

### EUとNATOへの加盟
ルーマニアでは、EUへの加盟交渉が2000年から開始されたが、2004年に却下される。要因としては、ルーマニア国内における汚職体質や、コペンハーゲン基準を満たしていない経済状況が要因であった。しかし、国内の与党野党もEU加盟を支持していたことや経済基準を達成したこともあり、2007年1月1日、EU加盟を果たした。シェンゲン協定への加盟は遅々とし手進まなかったが、12年に及ぶ交渉を経て、2023年12月30日、シェンゲン協定の参加が認められ、2024年3月31日に施行された。
NATOについては、1996年に首相に就任したビクター・チョルビャ政権時代に、NATO加盟が検討され、2004年3月29日にNATO加盟が実現した。